# Dilshad Vadsaria
Dilshad Vadsaria, née le 14 septembre 1985 à Karachi au Pakistan avant de s'installer avec sa famille aux États-Unis, est une actrice américaine. Elle parle l'anglais, le français et le gujarâtî. Elle est connue pour le rôle de Rebecca Logan qu'elle joue dans la série Greek.

## Biographie
Dilshad Vadsaria est né à Karachi, au Pakistan. Elle a aussi des origines portugaise et indienne. Elle est arrivée aux États-Unis à l'âge de six ans et a passé son enfance dans diverses régions du pays : Chicago (Illinois), Richmond (Virginie) et Philadelphie (Pennsylvanie). Dilshad est diplômée de l'Université du Delaware en biologie. Elle a emménagé à New York pour étudier le théâtre. Elle s'est produite à Broadway dans des productions off, ainsi que dans des films indépendants ou d'étudiants. Par la suite, elle s'installe à Los Angeles afin de poursuivre sa carrière d'actrice. En ce qui concerne ses engagements caritatifs, elle désire s'engager pour l'aide à l'enfance et les droits des femmes[réf. nécessaire].

## Filmographie

### Cinéma
- 2006 : Rapture
- 2006 : Within the Ivory Tower : Dana
- 2011 : 30 minutes maximum (30 Minutes or Less) : Kate

### Série télévisée
- 2006 : Vanished (1 épisode) : l'agent Nanji
- 2007 - 2011 : Greek : Rebecca Logan
- 2008 : NCIS : Enquêtes spéciales (Saison 6, épisode 23) : Shakira Zayd
- 2009  : Bones (2 épisodes) : Padme Dalaj
- 2012 : Revenge (Saison 2, récurrente) : Padma Lahari
- 2012 : Melissa & Joey (Saison 2, épisode 7) : Ariel
- 2014 : First Murder : (Saison 1, 2 épisodes) : Jasmine Lee
- 2015 : Castle (saison 7, épisode 16) : l'astronaute Angela Olvera
- 2016 : Frankenstein Code (Second Chance) : Mary Goodwin
- 2016 : Notorious : Sarah Keaton
- 2018 : Flynn Carson et les Nouveaux Aventuriers (saison 4, épisode 7) : Sarina
- 2019 : Cloak & Dagger (Saison 2, récurrente) : Avandalia "Lia" Dewan
- 2024 : Moi, Ben (Saison1) : La mère